# Piper PA-18
Piper PA-18 Super Cub là một loại máy bay thông dụng 2 chỗ. Do Piper Aircraft giới thiệu năm 1949, nó được phát triển từ Piper PA-11.

## Biến thể

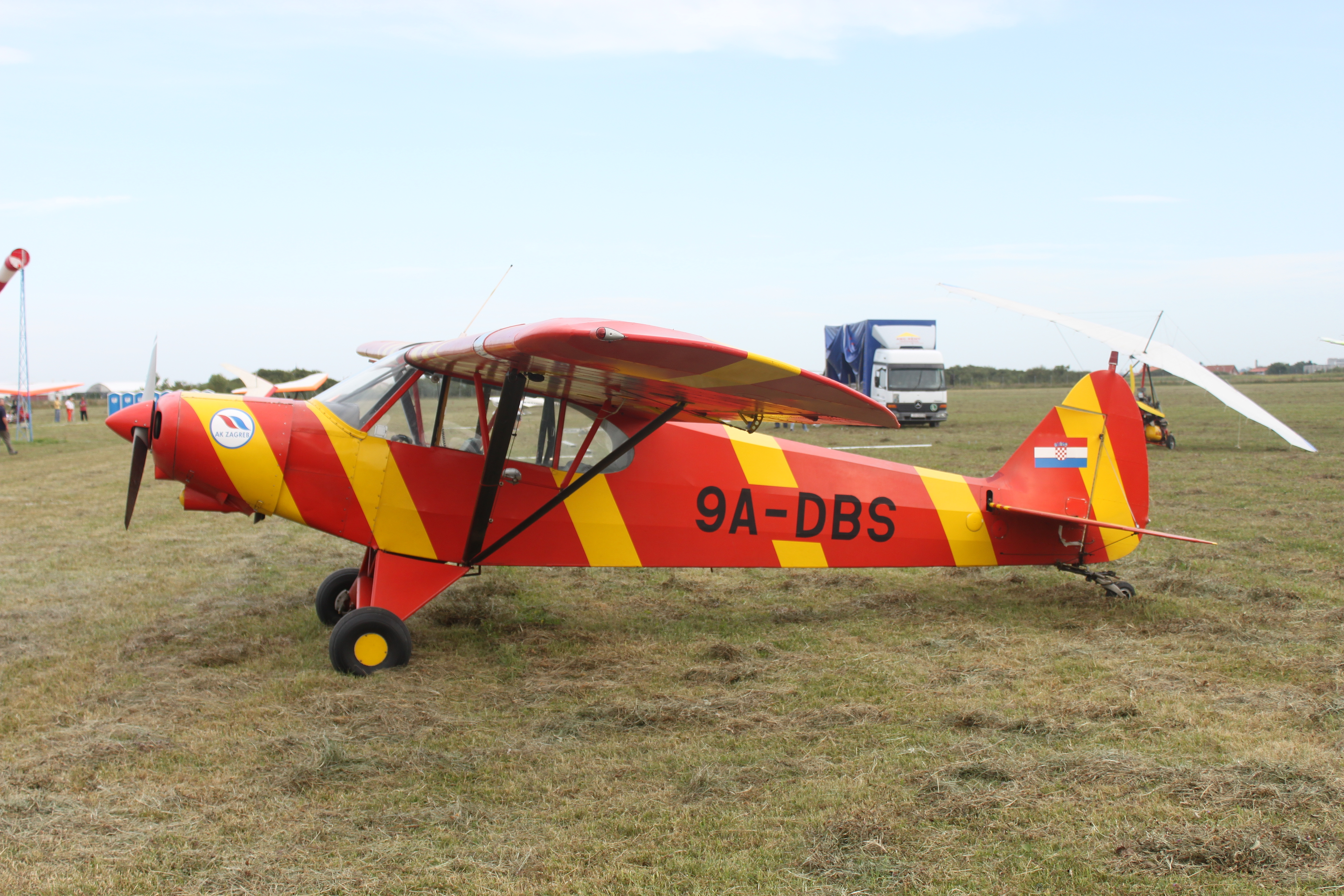
PA-18-150

PA-18 Super Cub
PA-18-105 Super Cub
PA-18-105 Special
PA-18-125 Super Cub
PA-18-135 Super Cub
PA-18-150 Super Cub
PA-18-180 Super Cub
PA-18A
PA-18S
PA-18AS
PA-19 Super Cub

### Định danh quân sự
L-18C Super Cub
YL-21 Super Cub
L-21A Super Cub
L-21B Super Cub
TL-21A
U-7A Super Cub

## Quốc gia sử dụng

### Quân sự
Áo
- Không quân Áo

 Bỉ
- Lục quân Bỉ

 Đức
- Luftwaffe

 Iran
- Không quân Đế quốc Iran

 Ý
- Lục quân Italy[1][2]

 Israel
- Không quân Israel

 Hà Lan
- Lục quân Hà Lan

 Nicaragua
- Không quân Nicaragua

 Nhật Bản
- Lục quân Nhật Bản[2]

 Na Uy
- Không quân Hoàng gia Na Uy

 Bồ Đào Nha
- Lục quân Bồ Đào Nha
- Không quân Bồ Đào Nha

 Thụy Điển
- Lục quân Thụy Điển

 Thổ Nhĩ Kỳ
- Lục quân Thổ Nhĩ Kỳ [3]

 Uganda
 Uruguay
 Hoa Kỳ
- Không quân Hoa Kỳ[3]
- Lục quân Hoa Kỳ [3]

### Dân sự
Hoa Kỳ
- Alaska State Troopers

## Tính năng kỹ chiến thuật (PA-18-150 landplane)
Dữ liệu lấy từ Jane's All The World's Aircraft 1976-77 
Đặc điểm tổng quát
- Kíp lái: 1
- Sức chứa: 1 hành khách
- Chiều dài: 22 ft 7 in (6,88 m)
- Sải cánh: 35 ft 2½ in (10,73 m)
- Chiều cao: 6 ft 8½ in (2,02 m)
- Diện tích cánh: 178,5 sq ft (16,58 m²)
- Kết cấu dạng cánh: USA 35B
- Tỉ số mặt cắt: 7:1
- Trọng lượng rỗng: 930 lb (422 kg)
- Trọng lượng cất cánh tối đa: 1.750 lb (794 kg)
- Động cơ: 1 × Lycoming O-320, 150 hp (112 kW)

 Hiệu suất bay 
- Tốc độ không vượt quá: 132 knot (246 km/h, 153 mph)
- Vận tốc cực đại: 113 knot (208 km/h, 130 mph)
- Vận tốc hành trình: 100 knot (185 km/h, 115 mph) (75% công suất)
- Vận tốc tắt ngưỡng: 38 knot (69 km/h, 43 mph)
- Tầm bay: 399 hải lý (735 km, 460 mi)
- Trần bay: 19.000 ft (5.595 m)